# جزیره کبر

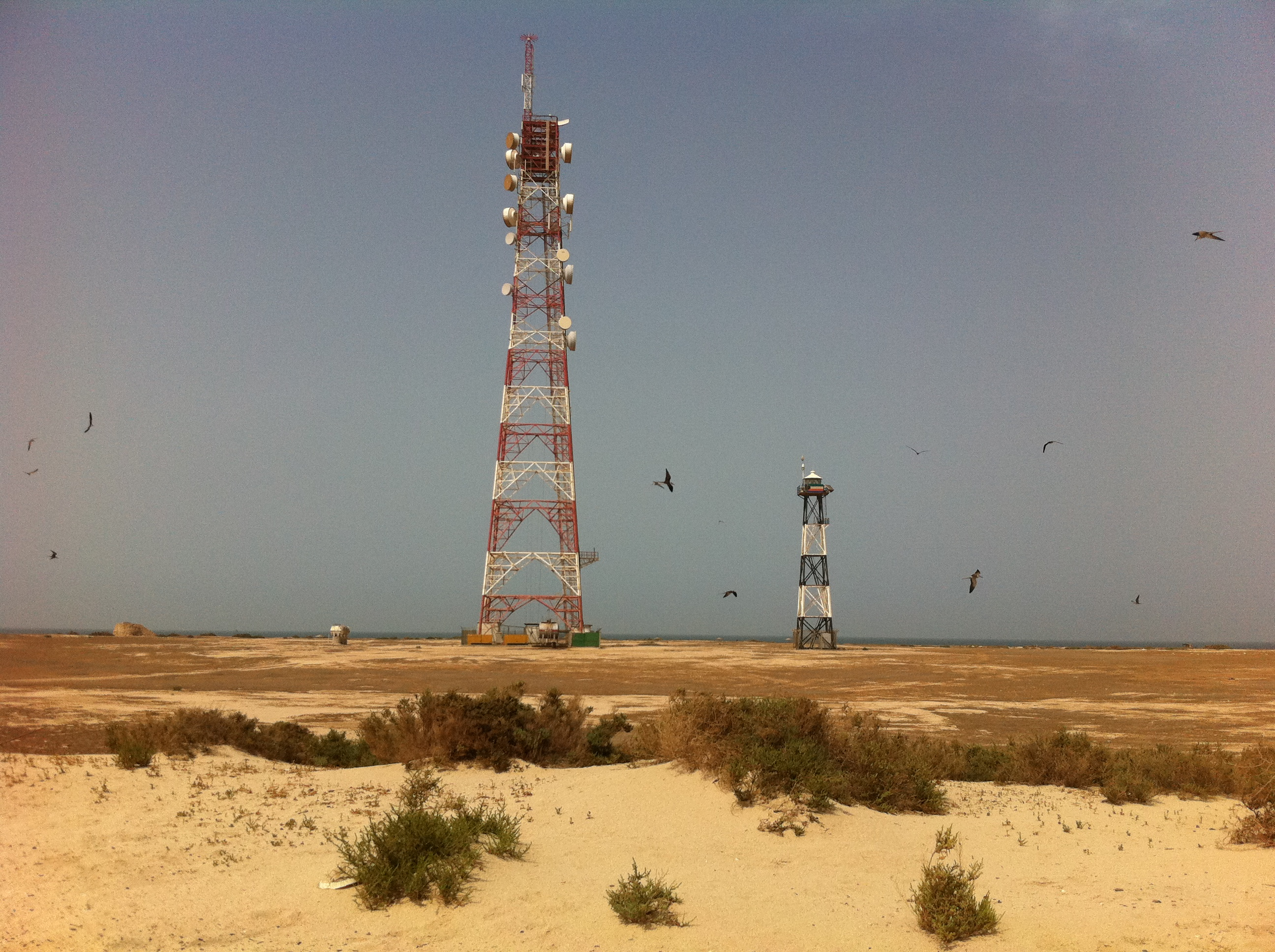
فانوس دریایی و آنتن مخابراتی مستقر در جزیره کبر

جزیره کُبَّر یکی از جزیره‌های خلیج فارس متعلق به کشور کویت است.
این جزیره شکلی مدور دارد و پوشیده از بیشه‌زار است.